# Liên minh kinh tế và tiền tệ
Liên minh kinh tế và tiền tệ (EMU) là một loại khối thương mại bao gồm một liên minh kinh tế (thị trường chung và liên minh hải quan) và một liên minh tiền tệ.
EMU được thành lập thông qua hiệp ước thương mại và giai đoạn thứ sáu của hội nhập kinh tế. Một bước trung gian giữa EMU thuần túy và hội nhập kinh tế hoàn chỉnh là liên minh tài chính. Một EMU được phân biệt với một liên minh tiền tệ (ví dụ: Liên minh tiền tệ Latinh trong thế kỷ 19), không liên quan đến một thị trường chung.
Ngoài ra, các tự trị và phụ thuộc, chẳng hạn như một số lãnh thổ quốc gia thành viên đặc biệt và lãnh thổ đặc biệt của quốc gia thành viên EU, là đôi khi được coi là lãnh thổ hải quan tách biệt khỏi quốc gia đại lục của họ hoặc có sự sắp xếp khác nhau về chính thức hoặc thực tế liên minh hải quan, thị trường chung và liên minh tiền tệ (hoặc kết hợp chúng) với đại lục và liên quan đến các nước thứ ba thông qua hiệp ước thương mại được ký kết bởi nhà nước đại lục.

## Lịch sử và Bước đầu tiên
Cuộc hội đàm đầu tiên liên quan đến việc thành lập một số hình thức liên minh đã xảy ra vào năm 1969 tại hội nghị thượng đỉnh ở Hague. Do kết quả của các cuộc đàm phán này, một kế hoạch dự thảo đã được công bố bởi người đứng đầu của nhiều quốc gia thành viên, cũng như thành viên chính Pierre Werner, Thủ tướng Luxembourg.
Quyết định thành lập EMU đã được chấp nhận vào tháng 12 năm 1991 và sau đó trở thành một phần của Hiệp ước Maastricht (Hiệp ước về Liên minh châu Âu).
Các quy trình trong EMU và công việc của họ